# وایدنهان
وایدنهان (به آلمانی: Weidenhahn) یک شهر در آلمان است که در وستروالدکرایس واقع شده‌است. وایدنهان ۵۵۵ نفر جمعیت دارد.